# Cagliari Calcio 1974-1975
Questa voce raccoglie le informazioni riguardanti il Cagliari Calcio nelle competizioni ufficiali della stagione 1974-1975.

## Stagione
Nella stagione 1974-1975 il Cagliari ottiene con 26 punti il decimo posto in classifica.
Il Cagliari ha dovuto fare a meno di Luigi Riva per quasi tutto il campionato: disputa solo otto partite. La squadra sarda ha avuto una falsa partenza, infatti alla nona giornata, dopo la sconfitta interna (1-2) con la Roma si ritrova penultima in classifica. 
Viene esonerato l'allenatore Giuseppe Chiappella che è sostituito da Luigi Radice. Con lui i rossoblù si riprendono e con un discreto girone di ritorno raggiungono una tranquilla salvezza. 
Miglior marcatore stagionale è stato l'ottimo Sergio Gori autore di 11 reti, una rete in Coppa Italia e 10 in campionato. In Coppa Italia il Cagliari disputa il girone 4, ma non passa il turno.
Tra i migliori si mette in evidenza l'ex portiere del Milan William Vecchi, autore di autentiche prodezze.

## Rosa
| N. |                   | Ruolo | Calciatore                    |
| -- | ----------------- | ----- | ----------------------------- |
|    | Italia (bandiera) | P     | Renato Copparoni              |
|    | Italia (bandiera) | P     | William Vecchi                |
|    | Italia (bandiera) | D     | Riccardo Dessì                |
|    | Italia (bandiera) | D     | Eraldo Mancin                 |
|    | Italia (bandiera) | D     | Comunardo Niccolai (capitano) |
|    | Italia (bandiera) | D     | Fabrizio Poletti              |
|    | Italia (bandiera) | D     | Giuseppe Tomasini             |
|    | Italia (bandiera) | D     | Renato Roffi                  |
|    | Italia (bandiera) | D     | Mario Valeri                  |
|    | Italia (bandiera) | C     | Ottavio Bianchi               |
|    | Italia (bandiera) | C     | Cesare Butti                  |
|    | Italia (bandiera) | C     | Marco Congiu                  |

| N. |                    | Ruolo | Calciatore          |
| -- | ------------------ | ----- | ------------------- |
|    | Italia (bandiera)  | C     | Ivan Gregori        |
|    | Italia (bandiera)  | C     | Vito Graziani       |
|    | Italia (bandiera)  | C     | Roberto Leschio     |
|    | Brasile (bandiera) | C     | Nené                |
|    | Italia (bandiera)  | C     | Roberto Quagliozzi  |
|    | Italia (bandiera)  | A     | Sergio Gori         |
|    | Italia (bandiera)  | A     | Ivano Martini       |
|    | Italia (bandiera)  | A     | Adriano Novellini   |
|    | Italia (bandiera)  | A     | Luigi Piras         |
|    | Italia (bandiera)  | A     | Gigi Riva           |
|    | Italia (bandiera)  | A     | Pietro Paolo Virdis |

## Calciomercato
| Acquisti         | Acquisti            | Acquisti | Acquisti      |
| R.               | Nome                | da       | Modalità      |
| ---------------- | ------------------- | -------- | ------------- |
| P                | William Vecchi      | Milan    | definitivo    |
| C                | Ottavio Bianchi     | Milan    | definitivo    |
| C                | Ivan Gregori        | Genoa    | definitivo    |
| A                | Adriano Novellini   | Bologna  | definitivo    |
| Altre operazioni |                     |          |               |
| R.               | Nome                | da       | Modalità      |
| C                | Vito Graziani       | ALMAS    | definitivo    |
| C                | Roberto Leschio     | Sorrento | fine prestito |
| A                | Pietro Paolo Virdis | Nuorese  | definitivo    |

| Cessioni         | Cessioni           | Cessioni  | Cessioni   |
| R.               | Nome               | a         | Modalità   |
| ---------------- | ------------------ | --------- | ---------- |
| P                | Enrico Albertosi   | Milan     | definitivo |
| D                | Fabrizio Poletti   | Sampdoria | definitivo |
| C                | Mario Brugnera     | Bologna   | definitivo |
| C                | Bruno Nobili       | Pescara   | definitivo |
| A                | Desiderio Marchesi | Pescara   | definitivo |
| Altre operazioni |                    |           |            |
| R.               | Nome               | a         | Modalità   |
| D                | Oreste Lamagni     | Torres    | prestito   |
| D                | Bruno Lombardi     | Livorno   | definitivo |

## Risultati

### Serie A

#### Girone di andata
| Cagliari 6 ottobre 1974 1ª giornata | Cagliari         | 0 – 0 | Lanerossi Vicenza | Stadio Sant'Elia\| Arbitro: \| Levrero (Genova) \| |
| Arbitro:                            | Levrero (Genova) |       |                   |                                                    |

| Arbitro: | Schena (Foggia) |

|                               |           |          |
| Boninsegna 10’, 45’, 66’, 81’ | Marcatori | 63’ Gori |

| Arbitro: | Reggiani (Bologna) |

|  |           |                        |
|  | Marcatori | 53’ Novellini 76’ Gori |

| Arbitro: | Ciacci (Firenze) |

|               |           |            |
| Novellini 47’ | Marcatori | 82’ Bonafè |

| Arbitro: | Mascali (Desenzano del Garda) |

|                         |           |  |
| Landini 72’ Savoldi 86’ | Marcatori |  |

| Arbitro: | Barbaresco (Cormons) |

|          |           |  |
| Gori 58’ | Marcatori |  |

| Arbitro: | Gussoni (Tradate) |

|                |           |  |
| Frustalupi 76’ | Marcatori |  |

| Arbitro: | Casarin (Milano) |

|                                                    |           |  |
| Braglia 5’, 17’ Juliano 6’ Clerici 47’ (rig.), 75’ | Marcatori |  |

| Arbitro: | Reggiani (Bologna) |

|          |           |                         |
| Gori 56’ | Marcatori | 24’ Morini 85’ De Sisti |

| Cagliari 15 dicembre 1974 10ª giornata | Cagliari        | 0 – 0 | Milan | Stadio Sant'Elia\| Arbitro: \| Lattanzi (Roma) \| |
| Arbitro:                               | Lattanzi (Roma) |       |       |                                                   |

| Arbitro: | Ciulli (Roma) |

|            |           |  |
| Causio 89’ | Marcatori |  |

| Arbitro: | Casarin (Milano) |

|                         |           |                  |
| Riva 4’ (rig.) Gori 15’ | Marcatori | 14’ (rig.) Merlo |

| Arbitro: | Gonella (Torino) |

|                       |           |            |
| Catania 5’ Bordon 48’ | Marcatori | 6’ Gregori |

| Arbitro: | Menegali (Roma) |

|               |           |  |
| Gori 38’, 88’ | Marcatori |  |

| Arbitro: | Levrero (Genova) |

|              |           |  |
| Mascetti 47’ | Marcatori |  |

#### Girone di ritorno
| Vicenza 2 febbraio 1975 16ª giornata | Lanerossi Vicenza             | 0 – 0 | Cagliari | Stadio Romeo Menti\| Arbitro: \| Mascali (Desenzano del Garda) \| |
| Arbitro:                             | Mascali (Desenzano del Garda) |       |          |                                                                   |

| Arbitro: | Agnolin (Bassano del Grappa) |

|  |           |             |
|  | Marcatori | 87’ Mariani |

| Arbitro: | Michelotti (Parma) |

|                   |           |  |
| Gori 33’ Nené 51’ | Marcatori |  |

| Arbitro: | Gonella (Torino) |

|  |           |          |
|  | Marcatori | 15’ Riva |

| Arbitro: | Ciulli (Roma) |

|              |           |                    |
| Niccolai 79’ | Marcatori | 43’ (rig.) Savoldi |

| Genova 9 marzo 1975 21ª giornata | Sampdoria          | 0 – 0 | Cagliari | Stadio Luigi Ferraris\| Arbitro: \| Lazzaroni (Milano) \| |
| Arbitro:                         | Lazzaroni (Milano) |       |          |                                                           |

| Arbitro: | Prati (Parma) |

|              |           |                  |
| Niccolai 66’ | Marcatori | 25’ Garlaschelli |

| Arbitro: | Gialluisi (Barletta) |

|             |           |                   |
| Bianchi 63’ | Marcatori | 52’ (aut.) Mancin |

| Arbitro: | Trinchieri (Reggio Emilia) |

|             |           |          |
| Spadoni 21’ | Marcatori | 75’ Gori |

| Mantova 6 aprile 1975 25ª giornata | Milan          | 0 – 0 | Cagliari | Stadio Danilo Martelli\| Arbitro: \| Trono (Torino) \| |
| Arbitro:                           | Trono (Torino) |       |          |                                                        |

| Arbitro: | Menegali (Roma) |

|                  |           |              |
| Morini 5’ (aut.) | Marcatori | 87’ Altafini |

| Arbitro: | Michelotti (Parma) |

|                                   |           |                 |
| Antognoni 11’ Niccolai 64’ (aut.) | Marcatori | 46’ (aut.) Lelj |

| Arbitro: | Lattanzi (Roma) |

|                    |           |                       |
| Gori 25’ Butti 50’ | Marcatori | 35’ Rognoni 52’ Festa |

| Ascoli Piceno 11 maggio 1975 29ª giornata | Ascoli        | 0 – 0 | Cagliari | Stadio Cino e Lillo Del Duca\| Arbitro: \| Prati (Parma) \| |
| Arbitro:                                  | Prati (Parma) |       |          |                                                             |

| Cagliari 18 maggio 1975 30ª giornata | Cagliari             | 0 – 0 | Torino | Stadio Sant'Elia\| Arbitro: \| Gialluisi (Barletta) \| |
| Arbitro:                             | Gialluisi (Barletta) |       |        |                                                        |

### Coppa Italia

#### Primo turno
| Arbitro: | Turiano (Reggio Calabria) |

|              |           |  |
| Basilico 31’ | Marcatori |  |

| Arbitro: | Casarin (Milano) |

|                                |           |  |
| Mascetti 11’ Pulici 25’ (rig.) | Marcatori |  |

| Arbitro: | Moretto (San Donà di Piave) |

|          |           |              |
| Gori 56’ | Marcatori | 37’ Di Prete |

| Arbitro: | Barboni (Firenze) |

|                         |           |                            |
| Riva 41’ Quagliozzi 72’ | Marcatori | 80’ Ulivieri 89’ Scanziani |

## Statistiche

### Statistiche di squadra
| Competizione | Punti | In casa | In casa | In casa | In casa | In casa | In casa | In trasferta | In trasferta | In trasferta | In trasferta | In trasferta | In trasferta | Totale | Totale | Totale | Totale | Totale | Totale | DR  |
| Competizione | Punti | G       | V       | N       | P       | Gf      | Gs      | G            | V            | N            | P            | Gf           | Gs           | G      | V      | N      | P      | Gf     | Gs     | DR  |
| ------------ | ----- | ------- | ------- | ------- | ------- | ------- | ------- | ------------ | ------------ | ------------ | ------------ | ------------ | ------------ | ------ | ------ | ------ | ------ | ------ | ------ | --- |
| Serie A      | 26    | 15      | 4       | 9       | 2       | 15      | 11      | 15           | 2            | 5            | 8            | 7            | 19           | 30     | 6      | 14     | 10     | 22     | 30     | -8  |
| Coppa Italia | -     | 2       | 0       | 2       | 0       | 3       | 3       | 2            | 0            | 0            | 2            | 0            | 3            | 4      | 0      | 2      | 2      | 3      | 7      | -4  |
| Totale       | -     | 17      | 4       | 11      | 2       | 18      | 14      | 17           | 2            | 5            | 10           | 7            | 22           | 34     | 6      | 16     | 12     | 25     | 37     | -12 |

### Statistiche dei giocatori
Durante la stagione vennero espulsi dal campo una sola volta Niccolai, Poli e Roffi.
| Giocatore     | Serie A  | Serie A | Coppa Italia | Coppa Italia | Totale   | Totale |
| Giocatore     | Presenze | Reti    | Presenze     | Reti         | Presenze | Reti   |
| ------------- | -------- | ------- | ------------ | ------------ | -------- | ------ |
| O. Bianchi    | 20       | 1       | 3            | 0            | 23       | 1      |
| C. Butti      | 21       | 1       | 4            | 0            | 25       | 1      |
| M. Congiu     | 0        | 0       | 2            | 0            | 2        | 0      |
| R. Copparoni  | 8        | -11     | 1            | -2           | 9        | -13    |
| R. Dessì      | 13       | 0       | 0            | 0            | 13       | 0      |
| S. Gori       | 29       | 10      | 3            | 1            | 32       | 11     |
| V. Graziani   | 1        | 0       | 2            | 0            | 3        | 0      |
| I. Gregori    | 23       | 1       | 0            | 0            | 23       | 1      |
| R. Leschio    | 2        | 0       | 0            | 0            | 2        | 0      |
| E. Mancin     | 17       | 0       | 3            | 0            | 20       | 0      |
| I. Martini    | 1        | 0       | 2            | 0            | 3        | 0      |
| Nenè          | 20       | 1       | 0            | 0            | 20       | 1      |
| C. Niccolai   | 25       | 2       | 4            | 0            | 29       | 2      |
| A. Novellini  | 17       | 2       | 4            | 0            | 21       | 2      |
| L. Piras      | 7        | 0       | 1            | 0            | 8        | 0      |
| F. Poletti    | 0        | 0       | 3            | 0            | 3        | 0      |
| C. Poli       | 18       | 0       | 2            | 0            | 20       | 0      |
| R. Quagliozzi | 26       | 0       | 4            | 1            | 30       | 1      |
| G. Riva       | 8        | 2       | 2            | 1            | 10       | 3      |
| R. Roffi      | 18       | 0       | 4            | 0            | 22       | 0      |
| G. Tomasini   | 19       | 0       | 0            | 0            | 19       | 0      |
| M. Valeri     | 20       | 0       | 2            | 0            | 22       | 0      |
| W. Vecchi     | 23       | -19     | 3            | -4           | 26       | -23    |
| P. Virdis     | 19       | 0       | 3            | 0            | 22       | 0      |